# Kölner Patriziat
Als Kölner Patriziat bezeichnete man die Oberschicht von wohlhabenden und einflussreichen Bürgern in Köln, den Patriziern, die sich in der seit 1180 nachweisbaren Richerzeche formierten.

## Entstehung

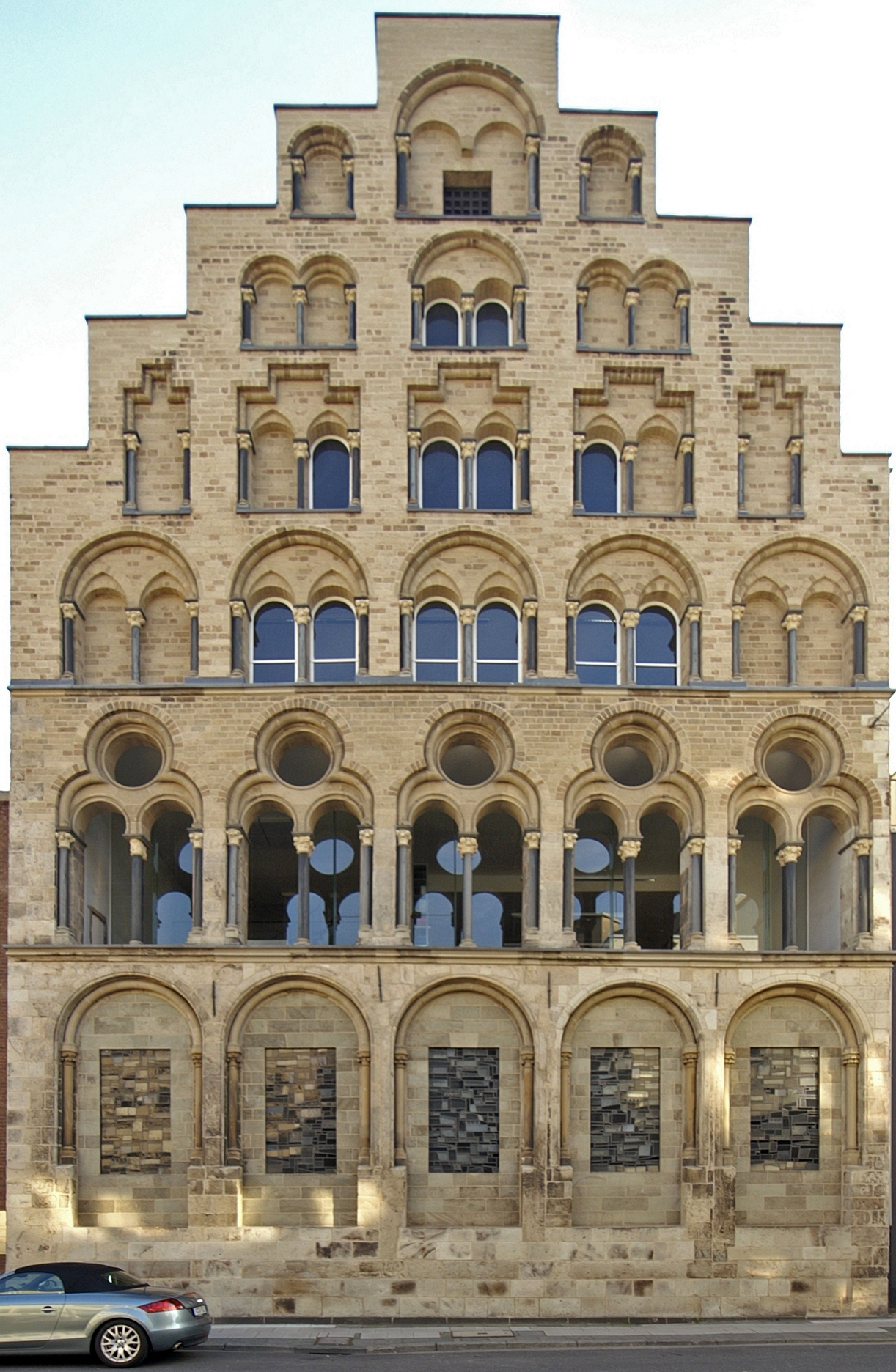
Das Overstolzenhaus in Köln von 1225

Die mittelalterliche Richerzeche als wichtigstes Organ des Patriziats entstand 1169 nach Streitigkeiten über die Amtsgewalt, wobei der Erzbischof Philipp von Heinsberg die „Rycherzeggede“ als Gremium einsetzte. Sie verfügte den Zunftzwang, führte die polizeiliche Gewalt über den Markt, kontrollierte das Gewerbe und den innerstädtischen Handel. Vor allem aber wählte sie die Kölner Bürgermeister. Die Gerichtsbarkeit der Stadt oblag jedoch nicht der Richerzeche, sondern dem Schöffenkollegium. Beim Kölner Patriziat handelte es sich um einen den Rat der Stadt Köln besetzenden Teil der Bürgerschaft, der ohne weiteres mit den reichen Fernhandelsfamilien gleichgesetzt werden kann. Die Kölner Patrizier verdankten Luise von Winterfeld zufolge „ihre auf Reichtum beruhende Herrenstellung nicht auf angestammtem Grundbesitz, sondern Handelsgewinnen“. Neben Kaufleuten gehörten hierzu auch reiche Handwerker, so dass das Patriziat eine frühe Form der Oligarchie darstellte.
Das heute noch erhaltene Overstolzenhaus hält die Erinnerung an eine der ersten Kölner Patrizierfamilien fest. Es wurde zwischen 1220 und 1225 als Zeichen des Standesbewusstseins von Blithildis Overstolz errichtet, einer Tochter des Stammvaters Godescalsus (Gottschalk) Ovirstoth (* 1145 Köln, † 1212 ebenda), der seit 1197 als ältestes Kölner Familienmitglied bezeugt ist. Von diesem wohlhabenden Kaufmann und seinen acht verheirateten Kindern stammt praktisch das gesamte Kölner Patriziat ab.

## Gesellschaftliche und wirtschaftliche Stellung
In ihrer Lebensform orientierten sich die Patrizierclans am Adel des Umlandes. So taten sie sich als Mäzene und als Stifter von Altären und Kapellen hervor. Sie kämpften in den Kriegen zu Pferd und übten sich in Turnieren auf dem Alter Markt. Entsprechend fühlten sich die Angehörigen dieser Geschlechter als Ritter. Als solche traten sie oft in den Dienst der Könige von England und Frankreich, wie auch der Fürsten von benachbarten Territorien. Ein Stadtgesetz von 1345 unterband den Übertrag städtischer Grundstücke an einen Fürsten, welcher sie dann an eine Patrizierfamilie wieder zu Lehen gegeben hätte.
Wirtschaftlich fußten die Geschlechter des Stadtpatriziat vor allem auf Vermietungen, Verpachtungen und der Leihe von Grundbesitz, wie auch auf dem Besitz von Verkaufsständen, Back-, Brau- und Schlachthäusern, Schmieden, Mühlen, auf Handel und Finanzgeschäften. Im 14. Jahrhundert spielte besonders der Zwischenhandel von Wein eine Rolle. Bis zur Mitte des 14. Jahrhunderts zogen sich die meisten Patriziergeschlechter der Stadt aus dem Fernhandel zurück, so dass es zu einer Diskrepanz zwischen dem wirtschaftlich-sozialen und dem politisch-sozialen Ordnungsgefüge kam.

## Funktionen
Das Patriziat beruhte auf drei Kriterien:
- Ausübung der politischen Macht: die Machtausübung bewegte sich innerhalb der Bedingungen der städtischen Autonomie,
- ökonomische Konzentration: sie stützte sich auf die Geldbeziehungen beim Warenhandel und auf Grundbesitz,
- Soziale Höherstellung: es ist ein höherer Status im Vergleich zur übrigen Stadtbevölkerung vorhanden.

Personelle Veränderungen des geburtsständischen Patriziats fanden durch Einheirat und Versippung statt und bewirkten ein Konnubium. Das war die einzige Möglichkeit, um in den geschlossenen Patrizierkreis hineingelangen zu können. Einfache Bürger mussten mithin die Gelegenheit einer Heirat mit Patriziern nutzen, um in den geschlossenen Patrizierkreis zu gelangen. Versippung erfolgte durch Adoption oder Verschwägerung mit Nichtverwandten. Regelfall war jedoch die Versippung der Patrizierfamilien untereinander. Dadurch wurden die einfachen Bürger von Machtpositionen ferngehalten.

## Einfluss
Ihren Einfluss nahmen die Patrizier durch Teilnahme in den städtischen Gremien Richerzeche, Schöffenkollegium (Gerichtsbarkeit) und Stadtrat wahr. Die rein aristokratische Richerzeche war die Grundlage der städtischen Verwaltung. Richerzeche bedeutete so viel wie „Vereinigung der Reichen“, wobei „reich“ die Bedeutung von „mächtig“ hatte. Es handelte sich um eine Art Bruderschaft, denn in lateinischen Urkunden wird die Richerzeche als „fraternitas“ bezeichnet. Die Aufgaben der Richerzeche bestanden in der Wahl des Bürgermeisters und der Verleihung des Zunftzwanges (spätestens seit 1182). Jährlich wählten sie aus ihren Reihen zwei Bürgermeister (jeweils am 9. August), die nach Ablauf des Amtsjahres in die Richerzeche zurücktraten. Die Kölner Schöffen fungierten nicht nur als Mitglieder des Gerichts, sondern gleichzeitig auch als Regierungs- und Verwaltungsbehörde. Mindestens die Hälfte der Richerzeche war gleichzeitig auch im Schöffenkollegium vertreten, so dass neben der Ämterhäufung auch eine Vermischung von Exekutive und Judikative vorlag.
Das Vermögen der Kaufleute resultierte aus Handelsgewinnen und wurde in Haus- und Grundbesitz, Konzession von nutzbringenden Rechten wie etwa Zöllen des Erzbischofs investiert. Im Jahre 1318 gab es eine Aufspaltung der Ratsstruktur in den „engen Rat“ und den „weiten Rat“. Der „enge Rat“ besaß die größten Machtbefugnisse und bestand aus 15 Mitgliedern der 15 herrschenden Patrizierfamilien („Geschlechter“) der Stadt, der „weite Rat“ rekrutierte sich aus 82 Mitgliedern, die nicht aus Familien des „engen Rates“ bestanden, aber von diesem gewählt wurden.

## Konflikte
Die Macht der Patrizier führte zu etlichen Konflikten mit Bürgern, Erzbischöfen und dem Stadtrat. Die am 17. April 1259 von Erzbischof Konrad von Hochstaden abgesetzten Schöffen lösten Kämpfe um das Stadtregiment aus. Im April 1260 entbrannte ein tätlicher Streit zwischen den Patriziern und den Gewerken. Der herbeigerufene Erzbischof Konrad von Hochstaden forderte die Geschlechter auf, eine Geldstrafe zu zahlen oder die Stadt zu verlassen. Am 1. Mai 1260 kommt es schließlich zur Gefangennahme von 24 Patriziern. Auch der neue Erzbischof Engelbert II. von Falkenburg beendete die Gefangenschaft der Patrizier nicht. In der Folge konnten sich einige Patrizier befreien, zettelten am 8. Juni 1262 einen Kampf gegen den Erzbischof an und konnten den Bayenturm und Kunibertsturm in ihre Gewalt bringen.
Die Patrizier begehrten 1262 erneut gegen den Erzbischof bei der Erstürmung des Bayenturms auf, was schließlich 1268 zur Vertreibung des Erzbischofs aus Köln führte. Sein Rückkehrversuch scheiterte am 14. Oktober 1268 in der Schlacht an der Ulrepforte.

## Auflösung
Die Richerzeche wurde im Zuge des Kölner Weberaufstands, bei dem die Weber gegen die siegreichen Patrizier kämpften, nach dem 20. Mai 1369 aufgelöst, doch die Herrschaft der Patrizier überlebte noch den Schöffenkrieg nach dem 4. April 1375. Im Vorfeld des Kölner Verbundbriefes vom 14. September 1396 stürzten die Zünfte jedoch am 13. Juni 1396 die Geschlechter. Der Verbundbrief sorgte dafür, dass an die Stelle der Familienclans insgesamt 22 Gaffeln traten, wobei sich die Patrizier in eine der fünf für sie vorgesehenen Gaffeln einschreiben mussten. Das Patriziat übte nun seinen Einfluss noch durch das Schöffenkollegium aus, welches sich jedoch durch eine Urkunde des Erzbischofs Dietrich von Moers vom 25. Januar 1448 für alle Bevölkerungsschichten öffnete. Die Urkunde hob die geburtsständische Exklusivität der Patrizier auf, so dass einzelne Familien ihre Macht nur noch außerhalb städtischer Gremien ausüben konnten. Seit dem frühen 16. Jahrhundert nahm das Kölner Patriziat über den Radius der Reichsstadt hinaus Einfluss wahr. So erwarben sie Reichsherrschaften oder Ministerialherrschaften, vor allem im Kurfürstentum Köln. Hier im Kurfürstentum Köln, also im Dienst des Erzbischofs, nahmen sie in der Zeit bis zur Säkularisation auch immer wieder führende und leitende Stellungen ein.

## Patrizierfamilien (Auswahl)

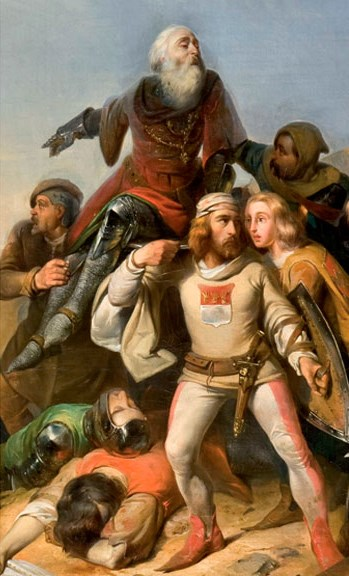
Detail eines Gemäldes über die Schlacht an der Ulrepforte (1841); der Greis auf dem Schild ist anhand seines Wappens als der tödlich verwundete Matthias Overstolz identifiziert

Die Familien Overstolz, Jude, Hardevust, Scherfgin, Quattermart, Raitz von Frentz, Kleingedank, von Lyskirchen und von der Aducht spielten schon um 1270 eine herausragende Rolle in der politischen Führungsschicht der Stadt. Die Anhäufung der Ämter innerhalb jeder Familie und die Beziehungen zum Klerus waren ziemlich umfangreich. Am zahlreichsten waren die Overstolz mit 71, Birklin/de Cornu mit 40, Hardefust 33, Aducht/Marspforte 33, Kleingedank/Rufus 32, Hirzelin/Novo foro 27, Scherfgin 22, die Lyskirchen mit 21, die Jude mit 20 und Mommersloch/Pavone mit 20 Beginen vertreten.
Die Schreibweise ihrer Namen war uneinheitlich; teilweise erhielten Söhne dieselben Vornamen wie ihre Väter, was ihre geschichtliche und genealogische Einordnung erschwert. Übernommen wird die Schreibweise aus dem hier zitierten genealogisch bedeutsamen, allerdings nicht immer zuverlässigem Werk des Anton Fahne aus dem Jahre 1848.

### Patrizier des „engen Rates“

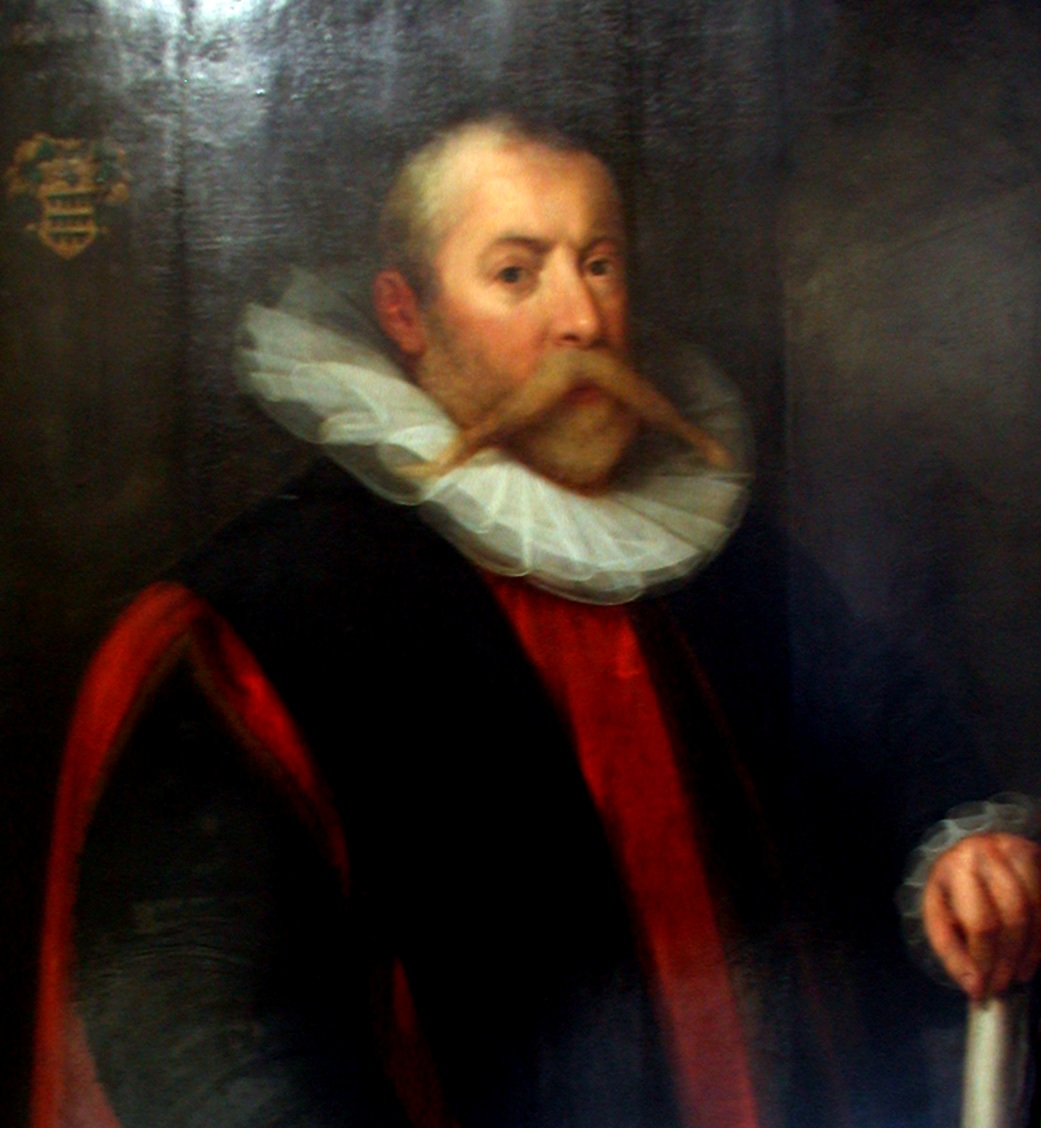
Johann Lyskirchen in der Robe eines Kölner Bürgermeisters um 1595

- Aducht: Stammvater war Werner von der Aducht.[18] Einer seiner Söhne, ebenfalls Werner, war 1381–1382 Kölner Bürgermeister. Die 1357 scheintot begrabene Richmodis von der Aducht (geborene von Lyskirchen) spielte die Hauptrolle in der Richmodis-Sage.
- Gir (Gyr): Die Gattin des Stammvaters Hartmann Gyr, Guderadis, stiftete 1241 das Kloster Burbach.[19] Bürgermeister Johann Gir nahm 1369 den Kölner Klöstern den Weinzapf.
- Grin (Gryn): Herimanus und Berwinus Grin werden am 19. November 1230 als Schöffen aufgelistet. Richwin Gryn konnte nach der Schlacht an der Ulrepforte sein ihm 1259 entzogenes Schöffenamt im September 1271 wiedererlangen.[20]
- Hardevust (Hardefaust): Stammvater Henrich Herdevust lebte zwischen 1225 und 1282, Gottfried Hardevust war Bankier, der um 1340 kinderlos starb. In seinem Testament bedachte er Arme und Klöster.[21]
- Hirtz: Heinrich von dem Hirtz († um 1358), dessen Mutter war Agnes Hardevust († um 1350).
- Hirzelin: Die Familie hieß ursprünglich „de novo foro“, weil sie am Neumarkt wohnte. Hermann Hirzelin lebte 1128–1159, Richolf Hirzelin lebte um 1159.[22] Am 9. Februar 1371 leiht Johann Hirzelin der Stadt 3000 Mark.[23]
- vom Horn: Ritter Franko vom Horn († 1294) lebte in Groß St. Martin und gründete das Kloster St. Agatha.[24]
- Jude: Daniel Jude (* um 1215 Köln, † April 1284): Finanzier, Schöffe, seit 1277 Ritter, ab 1281 Bürgermeister.[25]
- Kleingedank (Cleingedanc): Stammvater Henrich Cleingedanc taucht urkundlich zwischen 1170 und 1190 auf. Hilger Kleingedank saß 1296/97 im Rat, Richwin war Ritter, von diesem Geschlecht ging der erste Anstoß zum Ausbruch des gewaltigen Konflikts zwischen Erzbischof und der Stadt aus.[26]
- Lyskirchen: das Geschlecht der Lyskirchen ist auf denselben Ursprung wie die der Overstolzen zurückzuführen. Als Stammvater wird heute Erenfried Crop angesehen. Ein Enkel, Constantin Lyskirchen, nannte sich nach der Kirche des hl. Lysolphus. Rutger von Lyskirchen war 1304/05 Ratsmitglied.[27]
- Overstolz: ist wohl die Stammfamilie des Patriziats; Stammvater war Gottschalk, dessen zwei Söhne Gottschalk II und Gerhard um 1232 Schöffen wurden. Gerhard Overstolz fiel in der Schlacht von Worringen, er war ein Sohn des Matthias Overstolz, der in der Schlacht an der Ulrepforte fiel. Das Geschlecht sammelte enormen Reichtum an und versippte sich mit Geschlechtern des Meliorats.[28]
- Quattermart: Stammvater Henrich Quattermart lebte um 1292.[29]
- Raitz von Frentz ursprünglich nur Raitz bzw. Razo: Diese Familie wurde bereits 948 erstmals erwähnt. Die ununterbrochene Stammreihe beginnt 1106. Hervorzuheben sind Henricus Raitz – „Henricus de foro“, Bürgermeister der freien Reichsstadt Köln (1182), Schöffe; Rutger I. Raitz († 1330), Ritter, Bürgermeister der freien Reichsstadt Köln (1305–1306), Schöffe, Mitglied des engeren Rats der freien Reichsstadt Köln, Gesandter der freien Reichsstadt Köln am Hofe Papst Johannes XXII. zu Avignon. Er kämpfte in der Schlacht bei Worringen (1288); Johann I. Raitz, Ritter, er kämpfte in der Schlacht bei Worringen (1288); Tilman (Dietrich IV.) Raitz, Ritter, er kämpfte in der Schlacht bei Worringen (1288); Rutger II. Raitz, Ritter, Bürgermeister der freien Reichsstadt Köln (1341–1342). Diese Familie blüht bis heute.
- Scherf(f)gin: Stammvater Herman Scherfgin (* 1246) war Bürgermeister. Die Familie hat die Rechte der Patrizier am heftigsten gegenüber dem Erzbischof vertreten.[30]
- Spiegel: Stammvater Bruno vom Spiegel lebte um 1230 und nannte sich nach dem Haus „zum Spiegel“ in St. Brigiden, Wolbero vom Spiegel gehörte der Richerzeche an, Matthias vom Spiegel war Schöffe.[31]

### Patrizier des „weiten Rates“

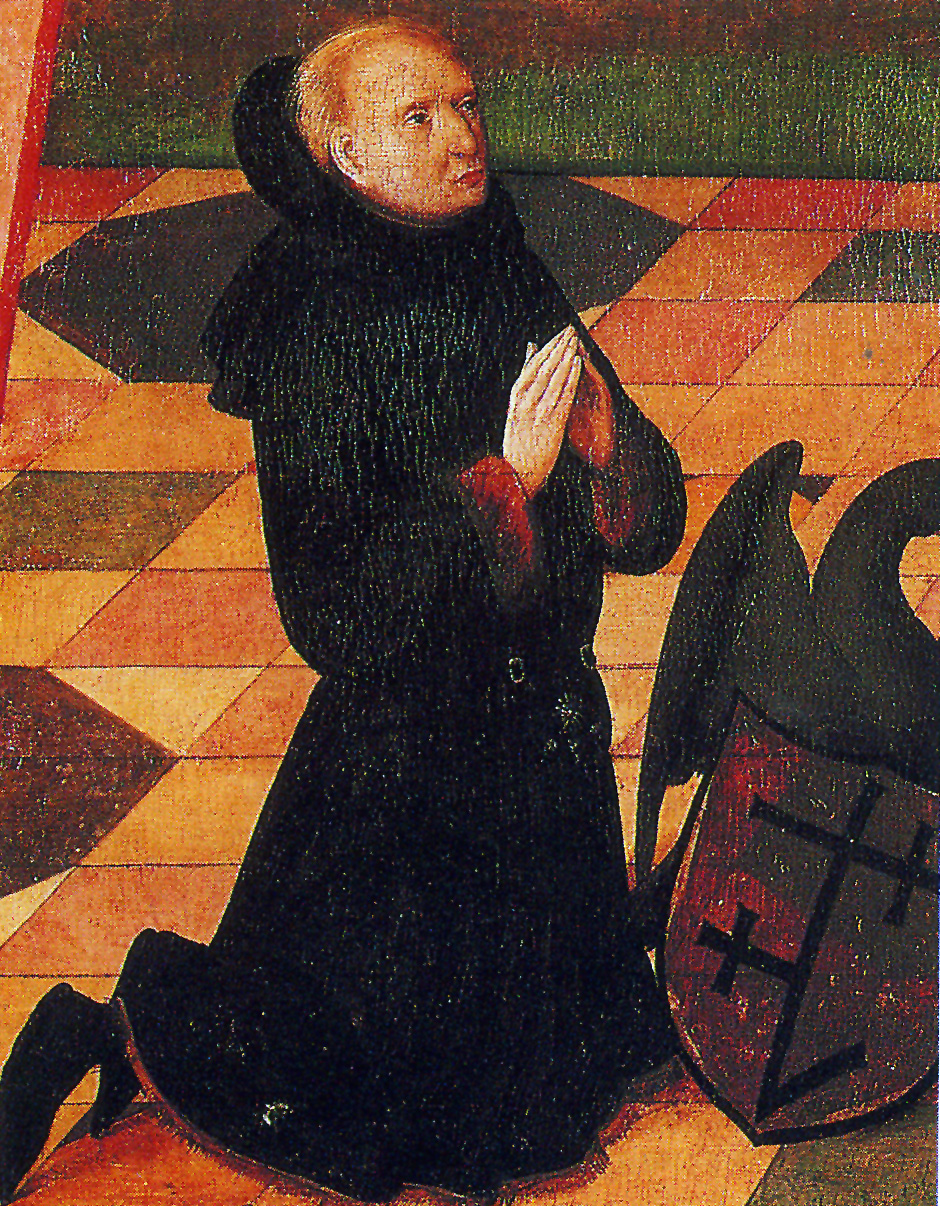
Ratsherr Johann Rinck

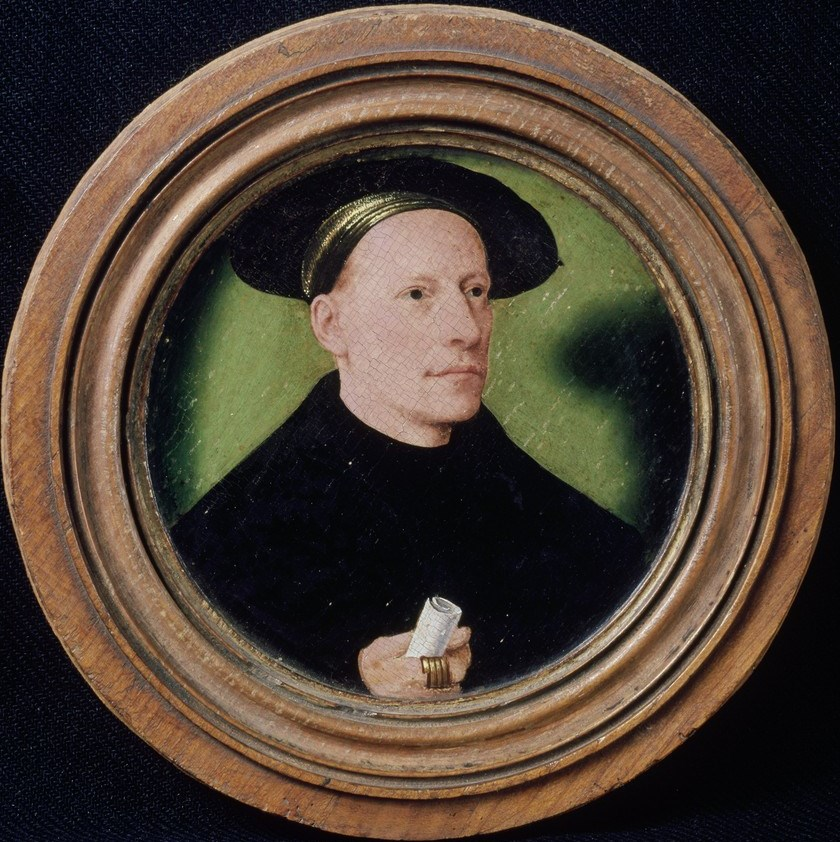
Hermann Rinck (um 1550)

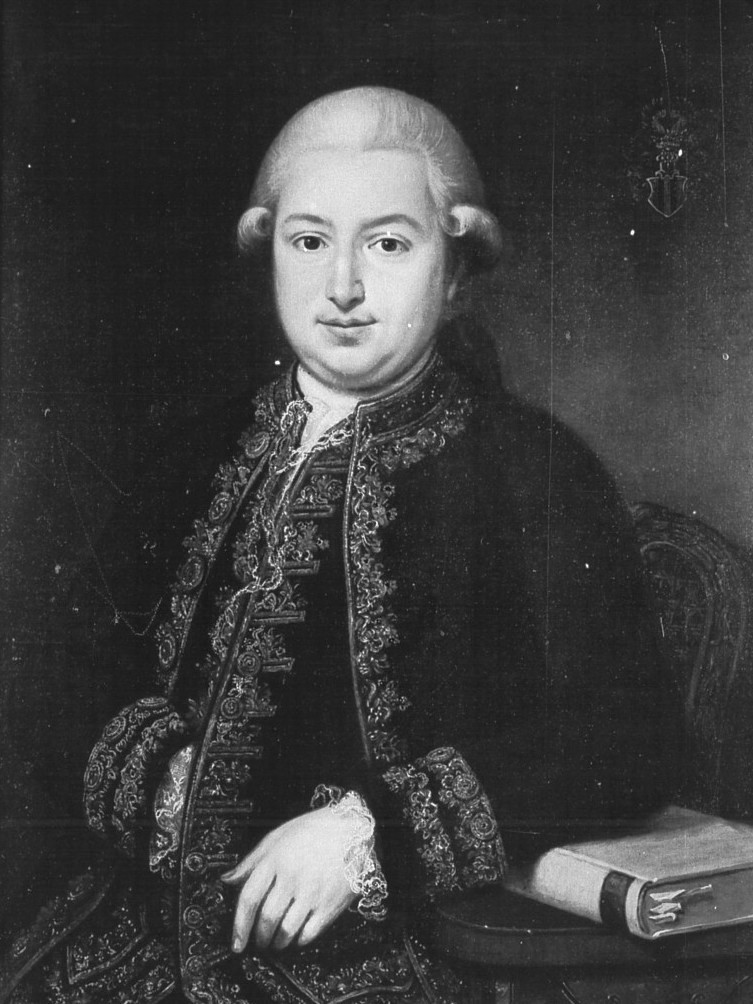
Johann Jakob von Wittgenstein

- Benesis: Schöffe Gerhard von Benesis war Getreidehändler und Geldverleiher. Anfang 1375 leitete er mit Ritter Johann Scherfgin in der Walengasse ein nächtliches Söldnerkommando gegen die Stadt Köln, um das Rathaus zu besetzen.[32] Hierfür wurde er am 29. Mai 1375 auf Lebenszeit aus der Stadt verbannt.
- Beyweg(h): Stammvater ist wohl Henrich Beyweg. Bürgermeister Johann Arnold von Beyweg († 1716) war Bankier, sein Bruder Peter Cornelius Beyweg war ab 1700 Weihbischof in Speyer.
- Birkelin (Bircklin): Die Familie ist seit 1210 erstmals urkundlich nachgewiesen, Johann Bircklin wohnte auf der Hohe Straße 113, Hilger Birkelin war Vasall des Herzogs von Brabant und lebte um 1381.[33]
- Birreboyme: nannte sich nach dem Haus „zum Birnbaum“, Winemar von dem Birboim war Bürgermeister 1424–1431.[34]
- Hackeney: Claiws Hageney van Hirtzberg ind Genten erwarb 1436 ein Haus in der Kolumbapfarre. Der Kölner Goldschmied Nicasius I Hackeney galt spätestens ab 1477 als vermögend, 1479 finanzierte er Maximilian I. den Kauf von Schmuck; er fiel 1483 einem Raubmord zum Opfer (die Täter Johann van Roide und Hermann Hilger erbeuteten Wertgegenstände in Höhe von 4000 Gulden). Sein Sohn Nicasius II Hackeney (um  1460–1518) studierte ab 1479 an der Universität zu Köln. Er heiratete 1501/1502 Guetgin von Merle[35] und erwarb 1507 ein Grundstück am Neumarkt, auf dem das Vorgängergebäude des heutigen Richmodis-Hauses entstand.
- Hardenrath: Stammvater Henrich Hardenrath ist seit 1279 belegt und heiratete 1307, Johann I Hardenrath (Harderoide van Hamele; † vor 1479) wurde 1449 Kölner Bürger, Johann II († vor 1499) war der Sohn von Johann I und heiratete Stingin von Straelen, die Tochter des Bürgermeisters Goswin von Straelen. Johann Hardenrath III war zwischen 1582 und 1630 Bürgermeister.[36]
- Rinck (Rink, Rynck): Stammvater ist wohl Conrad Ryngk de Corbecke aus Korbach, wo er Bürgermeister war. Seine Söhne waren Johann I († 1464) und Peter Rinck (um 1430–1501). Johann I Rinck wurde 1423 „de Colonia mercator“ genannt, als er noch Händler in England war und erwarb 1432 das Kölner Stadtrecht. 1426 heiratete er die Kölnerin Gertgin Blitterswich, nach deren Tod (1439) die reiche Witwe des Patriziers Tilmann Questenberg; zwischen 1439 und 1457 Mitglied des Stadtrates.[37]
- Sudermann/Suderman: bedeutendster Vertreter war Heinrich Sudermann.
- Weise (Wyse): Stammvater ist Dietrich Weise, der zwischen 1179 und 1182 als Schöffe, um 1185 als Kölner Bürgermeister tätig war und 1205 verstarb.[38] Den Höhepunkt ihrer politischen Geltung in der Stadt erreichten die Weisen in der dritten Generation mit den Brüdern Heinrich (Rufus), Dietrich († 1259/60) und Ludwig. Dietrich von der Mühlengasse wurde im Januar 1237 ein Mord zur Last gelegt, als er im Straßenkampf einen gegnerischen Ritter („militaris“) tötete. Daraufhin verbannte Erzbischof Heinrich I. von Köln die Weisen 1237 der Stadt, doch Kaiser Friedrich II. ließ sie zurückkehren. Der Name dieses Fernhandelsgeschlechts erscheint oft in Verbindung mit seinem Wohnort, der Mühlengasse. Die Weisen waren die mächtigste Familiendynastie in Köln, als sie um 1231 etwa ein Viertel der Schöffenämter besetzten. Ein dauerhafter Konflikt mit den Overstolzen brach in zahlreichen Auseinandersetzungen aus, wobei die Weisen letztmals durch die Overstolzen 1268 in der Schlacht an der Ulrepforte besiegt wurden und ihre Macht für immer einbüßten.

### Sonstige einflussreiche Familien
- Bolandt (Boland, Monnimet)
- Bruwiler: (Arnold von Brauweiler)
- Dauwe
- Franken-Siersdorf
- Gail
- Groote
- Herresdorf
- Herweg
- Hilgers
- Hittorf
- Hoevel
- Hungs
- Jabach
- Kannengießer
- Krebs
- Kruft
- Merle
- Merzenich
- Mockel
- von der Mühlengasse
- Mulheim
- Mylius (Caspar Josef Carl von Mylius)
- zum Pütz
- Rodenberg (Godescalk von Rodenberg)[39]
- Schall
- Siegen (Arnold von Siegen)
- (von der) Stesse(n)
- Wallraf (Walrave)
- Wasservasse
- Wittgenstein (Johann Jakob von Wittgenstein)